# Guillermo Mendizábal
Guillermo Mendizábal (Città del Messico, 8 ottobre 1954) è un ex calciatore messicano, di ruolo centrocampista.

## Carriera
Con la Nazionale messicana ha preso parte al campionato del mondo 1978, tenutosi in Argentina.